# Liste der Biografien/Jee
Liste der Biografien |
Portal Biografien |
Personensuche
# |
A |
B |
C |
D |
E |
F |
G |
H |
I |
J |
K |
L |
M |
N |
O |
P |
Q |
R |
S |
T |
U |
V |
W |
X |
Y |
Z |
?
 
Ja |
Jb |
Jd |
Je |
Jh |
Ji |
Jj |
Jl |
Jn |
Jm |
Jo |
Jp |
Jr |
Js |
Jt |
Ju |
Jv |
Jw |
Jy
 
Jea |
Jeb |
Jec |
Jed |
Jee |
Jef |
Jeg |
Jeh |
Jei |
Jej |
Jek |
Jel |
Jem |
Jen |
Jeo |
Jep |
Jeq |
Jer |
Jes |
Jet |
Jeu |
Jev |
Jew |
Jex |
Jey |
Jez
Die Liste der Biografien führt alle Personen auf, die in der deutschsprachigen Wikipedia einen Artikel haben. Dieses ist eine Teilliste mit 20 Einträgen von Personen, deren Namen mit den Buchstaben „Jee“ beginnt.

## Jee
- Jee, Hyo-seok (* 1999), südkoreanischer Eishockeyspieler
- Jee, Joongbae (* 1982), südkoreanischer Dirigent
- Jee, Yong-ju (1948–1985), südkoreanischer Boxer

### Jeep
- Jeep, Johann (1582–1644), deutscher Liederkomponist, Organist und Kapellmeister
- Jeep, Ludwig (1846–1911), deutscher klassischer Philologe
- Jeep, Walter Justus (1878–1964), deutscher evangelischer Pfarrer und Kirchenfunktionär

### Jeer
- Jeera Jarernsuk (* 1985), thailändischer Fußballspieler
- Jeerachai Ladadok (* 1992), thailändischer Fußballspieler

### Jeet
- Jeetendra (* 1942), indischer Schauspieler und Filmproduzent
- Jeetooa, Hamza, britischer Schauspieler und Filmemacher
- Jeetze, Adam Friedrich von (1689–1762), preußischer Generalleutnant, Chef des Infanterieregiments Nr. 17
- Jeetze, Hans Christoph von (1694–1754), preußischer Generalmajor und Chef des Garnisonsregiments Nr. 7
- Jeetze, Joachim Christoph von (1673–1752), preußischer Generalfeldmarschall
- Jeetze, Joachim von (* 1480), deutscher Theologe
- Jeetze, Karl Wilhelm von (1710–1753), Kommandeur eines Grenadierbataillons
- Jeetze, Wilhelm von (1785–1852), bayerischer Generalmajor und Kommandant der Festung Landau

### Jeev
- Jeeva, Sanjay (* 1999), malaysischer Squashspieler
- Jeevan, K. S. (* 1993), indischer Sprinter
- Jeevanjee, Alibhoy Mulla (1856–1936), indischer Kaufmann und Unternehmer

### Jeez
- Jeezy (* 1977), US-amerikanischer RapperJeezy (* 1977)

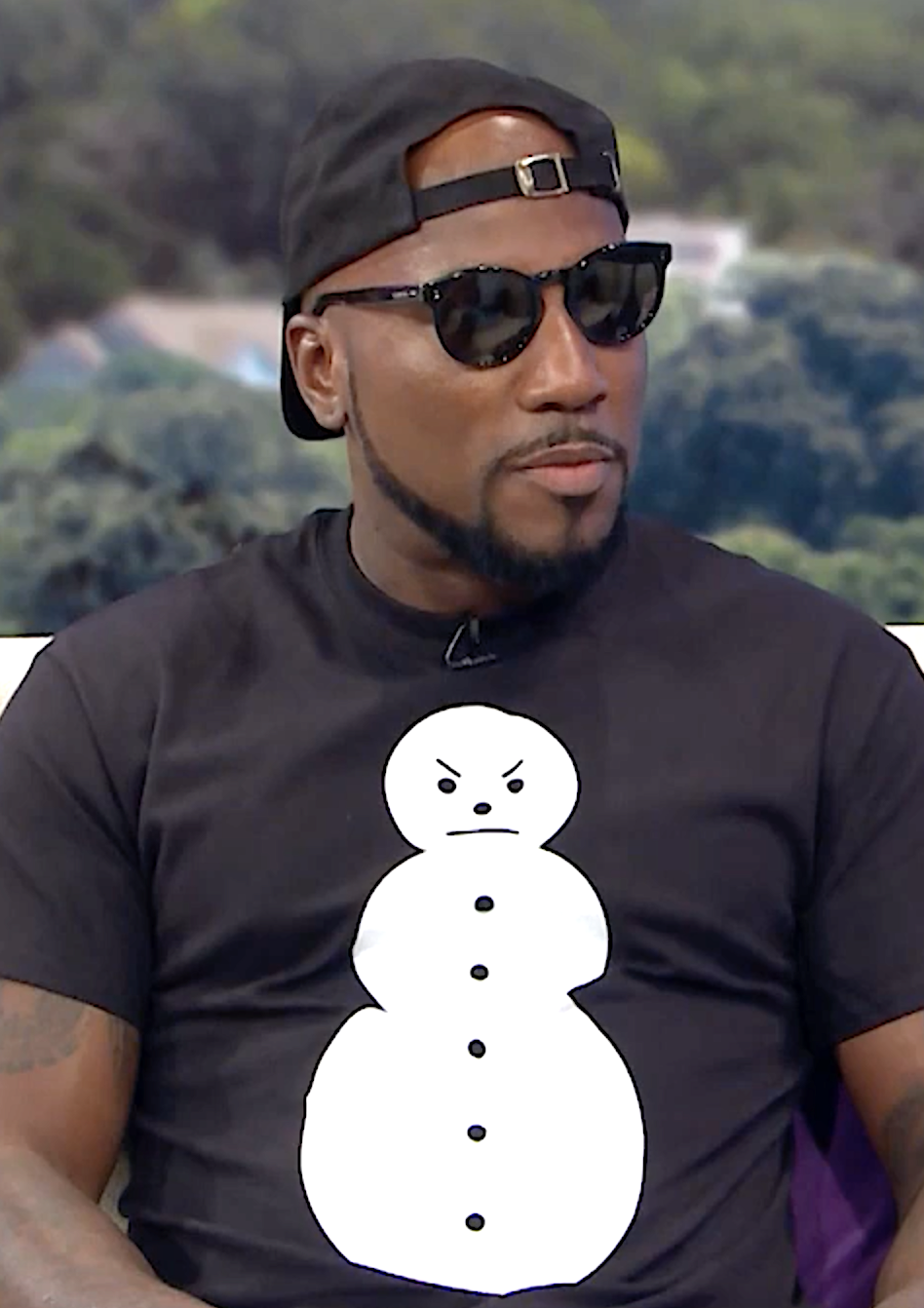
Jeezy (* 1977)